# Гней Хоссидий Гета
Гней Хосси́дий Ге́та (лат. Gnaeus Hossidius Geta; умер вскоре после 47 года, Рим, Римская империя) — древнеримский военный и политический деятель из плебейского рода Хоссидиев, консул-суффект 47 года. Предок императора Септимия Севера.

## Происхождение
Пращуром Гнея Хоссидия являлся монетный триумвир в 68 или 54 году до н. э., сенатор по имени Гай Хоссидий, сын Гая, Гета, происходивший из Гистония (Самний) и принадлежавший к Арниенской трибе, которого в ходе проскрипционных убийств в конце 43 года до н. э. спас собственный сын. Тем не менее, о родителях Гнея Хоссидия достоверно ничего не известно.

## Биография
В 42 году, при императоре Клавдии, Гней Хоссидий был назначен легатом-пропретором Нумидии. В своё пропреторство Гета разбил мавретанского вождя Сабала и преследовал его в пустыне, но когда его армия оказалась в бедственном положении из-за недостатка воды, Гета намеревался отступить. Нумидийцы посоветовали ему произвести ритуалы, чтобы вызвать дождь. Пропретор решил попробовать и дождь неожиданно пошёл, после чего Сабал отступил, испугавшись «сверхъестественной силы» римского полководца. Во время завоевания Британии Гета был легатом главнокомандующего карательной римской армией, Авла Плавтия. После победы над британцами Гета был удостоен триумфальных знаков отличия. В 47 году он был назначен консулом-суффектом. После этого о нём уже нет упоминаний в сохранившихся источниках.